# As-Safsafa (Ar-Rakka)
As-Safsafa – wieś w Syrii, w muhafazie Ar-Rakka. W 2004 roku liczyła 2847 mieszkańców.